# Васильевка (Ялта)
Васильевка (до 1945 года Ай-Василь; укр. Василівка, крымскотат. Ay Vasıl, Ай Васыл) — упразднённое село в Крыму, включённое в черту города Ялта. Сейчас район города севернее шоссе 35К-002 Севастополь — Ялта, в ущелье по правому берегу реки Дерекойка.

## История

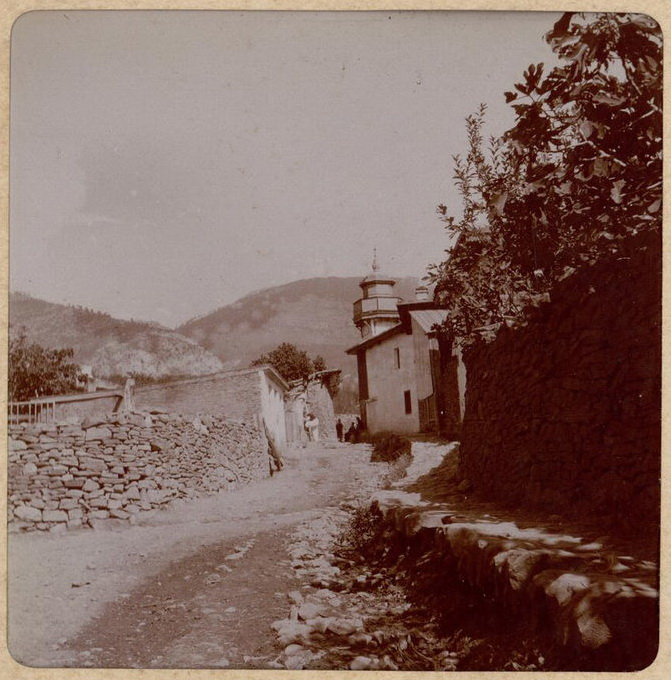
Деревня Ай-Василь, мечеть, 1905 год. Фото Joseph Berthelot de Baye (1853—1931)

Историки склоняются к мнению, что раньше Ай-Василь и Дерекой составляли одно большое греческое селение, входившее в средние века в состав княжества Феодоро, в феодальную вотчину владельцев расположенного рядом замка, известного, как исар Безымянный. В селении найдены руины церкви св. Василия с надписью на камне датированной 801 годом. После захвата княжества османами в 1475 году селение перешло под власть Османской империи и административно было приписанно к Инкирману в составе Мангупского кадылыка Кефинского санджака, а, впоследствии, эялета. В материалах переписей населения Кефинского санджака учтён только Дерекой, как маале (квартал) Ялты. После обретения ханством независимости по Кючук-Кайнарджийскому мирному договору 1774 года «повелительным актом» Шагин-Гирея 1775 года селение было включено в Крымское ханство в состав Бакчи-сарайского каймаканства Мангупскаго кадылыка, что зафиксировано и в Камеральном Описании Крыма… 1784 года.

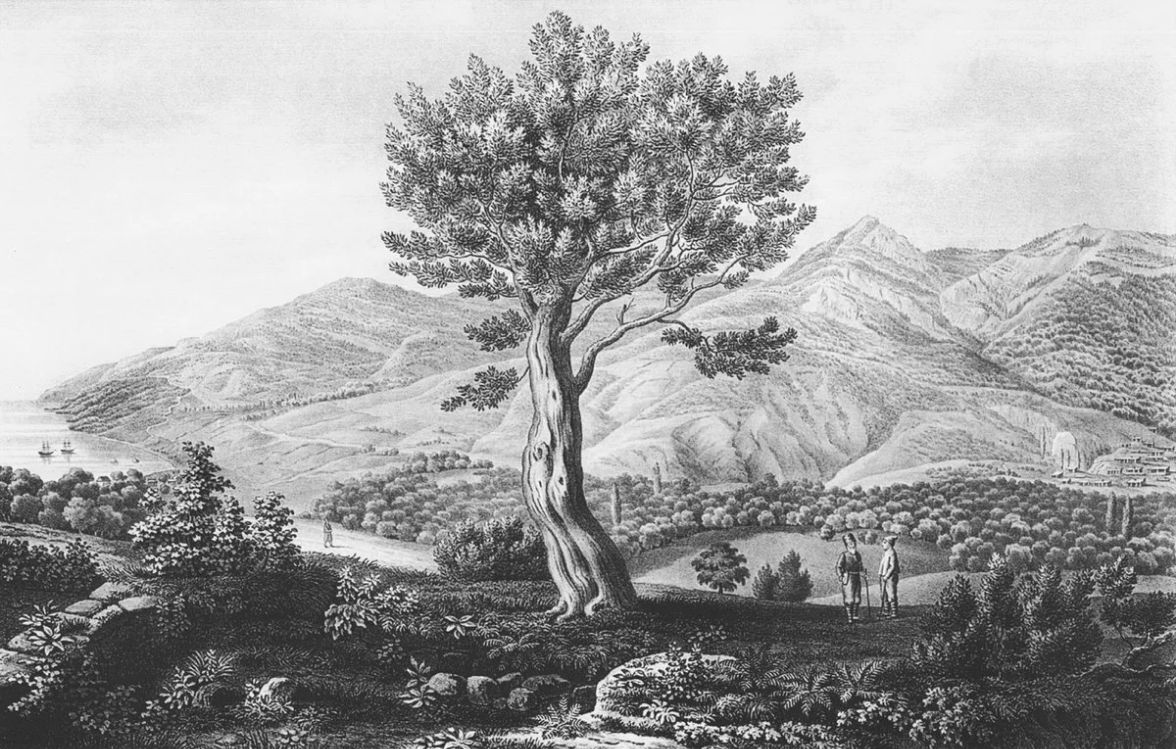
Дюбуа де Монпере. Вид на долину Ялты и деревню Ай-Василь, 1833 г.

После присоединения Крыма к России, (8) 19 февраля 1784 года, именным указом Екатерины II сенату, на территории бывшего Крымского Ханства была образована Таврическая область и деревня была приписана к Симферопольскому уезду. Перед Русско-турецкой войной 1787—1791 годов производилось выселение крымских татар из прибрежных селений во внутренние районы полуострова. В конце 1787 года из Айвасиля были выведены все жители — 122 души. В конце войны, 14 августа 1791 года всем было разрешено вернуться на место прежнего жительства. После Павловских реформ, с 1796 по 1802 год, входила в Акмечетский уезд Новороссийской губернии. По новому административному делению, после создания 8 (20) октября 1802 года Таврической губернии, Айвасиль был включён в состав Махульдурской волости Симферопольского уезда.
По Ведомости о всех селениях в Симферопольском уезде состоящих с показанием в которой волости сколько числом дворов и душ… от 9 октября 1805 года, согласно которой в деревне Айвасиль числилось 30 дворов и 163 жителя, исключительно крымских татар. На военно-топографической карте генерал-майора Мухина 1817 года деревня Айвасилий обозначена с 26 дворами. После реформы волостного деления 1829 года Айвасиль, согласно «Ведомости о казённых волостях Таврической губернии 1829 года», отнесли к Алуштинской волости.
Именным указом Николая I от 23 марта (по старому стилю) 1838 года, 15 апреля был образован новый Ялтинский уезд и Айвасиль оказался на территории Алуштинской волости нового уезда. На карте 1836 года в деревне Ай Василь 35 дворов, как и на карте 1842 года.
По итогам земской реформы Александра II 1860-х годов деревня была приписана к Дерекойской волости. Согласно «Списку населённых мест Таврической губернии по сведениям 1864 года», составленному по результатам VIII ревизии 1864 года, Айвасиль — казённая татарская деревня со 123 дворами, 525 жителями и мечетью при речке Айвасиль-Дере. На трёхверстовой карте Шуберта 1865—1876 года в Ай-Василе обозначено 95 дворов. Мария Сосногорова в путеводителе 1871 года отмечала остатки старинной церкви длиной 18 и шириной 5,5 аршин. На 1886 год в деревне, согласно справочнику «Волости и важнѣйшія селенія Европейской России», проживало 612 человек в 90 домохозяйствах, действовали 3 мечети. Согласно «Памятной книге Таврической губернии 1889 года», по результатам Х ревизии 1887 года, в деревне Ай-Василь числилось 165 дворов и 913 жителей. На верстовой карте 1891—1892 года в деревне обозначено 144 двора с татарским населением.

После земской реформы 1890-х годов, которая в Ялтинском уезде прошла после 1892 года деревня осталась в составе преобразованной Дерекойской волости. По «…Памятной книжке Таврической губернии на 1892 год» в деревне Ай-Василь, составлявшей Ай-Васильское сельское общество, числилось 799 жителей в 147 домохозяйствах. Перепись 1897 года зафиксировала в деревне 1287 жителей, из них 1179 крымских татар. По «…Памятной книжке Таврической губернии на 1902 год» в деревне Ай-Василь, составлявшей Ай-Васильское сельское общество, числилось 856 жителей в 112 домохозяйствах. В путеводителе 1902 года А. Я. Безчинского селение описано так
Деревня Ай-Василь находится в 2 верстах за Дерекоем. Экипажной дороги нет: можно проехать либо верхом, либо на дрогах. Ай-Василь разбросан живописным амфитеатром под утесом Балан-Кая. Жители — татары — до 1.000 человек, занимающиеся табаководством, огородничеством и цветоводством. …Некогда здесь существовало большое греческое селение, охватывающее Дерекой и Ай-Василь. В последней деревне сохранились остатки греческой церкви; при раскопках была найдена надпись, указывавшая, что церковь была построена в XV столетии.
 В 1911 году в деревне было начато строительство мектеба. В путеводителе Григория Москвича того же года упомянуты 3 мечети в трёх кварталах селения По Статистическому справочнику Таврической губернии. Ч.II-я. Статистический очерк, выпуск восьмой Ялтинский уезд, 1915 год, в деревне Ай-Василь Дерекойской волости Ялтинского уезда, числилось 202 двора (171 двор с землёй, 31 — безземельный) с татарским населением в количестве 1000 человек приписных жителей и 778 — «посторонних», из которых 909 мужчин и 869 женщин. Жители владели 5700 десятинами земли. В хозяйствах имелось 291 лошадь, 9 волов, 124 коровы и 2875 голов овец, свиней, или коз.
После установления в Крыму Советской власти, по постановлению Крымревкома от 8 января 1921 года была упразднена волостная система и село подчинили Ялтинскому району Ялтинского уезда. В 1922 году уезды получили название округов. Согласно Списку населённых пунктов Крымской АССР по Всесоюзной переписи 17 декабря 1926 года, в селе Ай-Василь (и Бир-Джевис), центре Ай-Васильского сельсовета Ялтинского района, числилось 398 дворов, из них 371 крестьянский, население составляло 1938 человека, из них 1798 крымских татар, 375 украинцев, 58 русских, 2 белоруса, по 1 армянину, немцу и греку. 2 записаны в графе «прочие», действовала татарская школа I ступени. Во время землетрясения 1927 года в деревне из 370 домов пострадало 145, 25 были полностью разрушены, 42 сильно повреждены. На 1935 год в Ай-Василе действовал колхоз «Диккат». По данным всесоюзная перепись населения 1939 года в селе проживало 2082 человека.
В 1944 году, после освобождения Крыма от фашистов, согласно постановлению ГКО № 5859 от 11 мая 1944 года, 18 мая крымские татары были депортированы в Среднюю Азию. 12 августа 1944 года было принято постановление № ГОКО-6372с «О переселении колхозников в районы Крыма», по которому из Ростовской области РСФСР в район переселялись 3000 семей колхозников, а в начале 1950-х годов последовала вторая волна переселенцев из различных областей Украины. Указом Президиума Верховного Совета РСФСР от 21 августа 1945 года Ай-Василь был переименован в Васильевку и Ай-Васильский сельсовет — в Васильевский. К 1968 году, поскольку в «Справочнике административно-территориального деления Крымской области на 15 июня 1960 года» Васильевский сельсовет ещё значился, Васильевку включили в состав Ялты (согласно справочнику «Крымская область. Административно-территориальное деление на 1 января 1968 года» — в период с 1954 по 1968 годы). На сегодняшний день Васильевка считается микрорайоном.
В 1901 году в деревне был найден Ай-Васильский клад.

### Динамика численности населения
| - 1787 год — 122 чел. - 1805 год — 163 чел. - 1864 год — 525 чел. - 1886 год — 612 чел. - 1889 год — 913 чел. - 1892 год — 799 чел. | - 1897 год — 1287 чел. - 1902 год — 856 чел. - 1915 год — 1000/778 чел. - 1926 год — 1938 чел. - 1939 год — 2082 чел. |